# Hans Lubbering
Hans Lubbering, geboren im 20. Jahrhundert, ist ein ehemaliger deutscher Behindertensportler.

## Werdegang
Hans Lubbering ist als Schwerbehinderter querschnittsgelähmt und auf einen Rollstuhl angewiesen. Da er dennoch Leistungssport betreiben wollte, versuchte er sich in verschiedenen Sportarten, um eine seiner Behinderung entsprechend passende Sportart zu finden. Er begann zunächst mit dem Rollstuhltischtennis. Bereits mit dieser Sportart wurde er in die deutsche Behindertennationalmannschaft berufen, mit der er an den Sommer-Paralympics 1972 in Heidelberg teilnahm und im Doppel mit Edmund Weber in der Leistungsklasse 1A Dritter und Gewinner einer Bronzemedaille wurde. Lubbering nahm auch am Schwimmwettbewerb teil und gewann in der Leistungsklasse 1A im Rückenschwimmen über 25 m ebenfalls eine Bronzemedaille.
Später wechselte er die Sportart und begann Leichtathletik in den kurzen Laufstrecken zu betreiben. Auch hier war er so erfolgreich, dass er erneut in die deutsche Behindertensportnationalmannschaft aufgenommen wurde. Mit dieser Mannschaft nahm er an den Sommer-Paralympics 1988 in Seoul teil, bei denen er in der Leistungsklasse 1A fünf Medaillen gewann. Er siegte sowohl in der Strecke über 100 Meter als auch über 200 Meter und gewann zwei Goldmedaillen. Danach gewann er auch noch drei Silbermedaillen über 400, 800 und 5000 Meter.
Auch bei den Sommer-Paralympics 1992 in Barcelona war er wieder Teilnehmer. Hier gewann er in der Leistungsklasse TW1 über 100 Meter eine Silbermedaille, über 200 Meter eine Bronzemedaille und über 400 Meter eine weitere Silbermedaille.
Für den Medaillengewinn 1992 wurde er vom Bundespräsidenten mit dem Silbernen Lorbeerblatt ausgezeichnet.